# Астероид класса A
Спектральный класс A — это редкий класс астероидов (с 2005 года астероидов этого класса было обнаружено всего 17), которые характеризуются достаточно высоким альбедо (между 0,17 и 0,35) и красноватым цветом в видимой части спектра, что определяется значительным ростом к длинным волнам отражательной способности астероидов этого класса. 
У астероидов этого класса наблюдается сильное поглощение в УФ-области спектра, а также на длине волны 0,7 и 1,05 мкм в ИК-области, при этом отсутствуют полосы поглощения на длине волны 2мкм, что свидетельствует о присутствии в их составе высокотемпературных оливинов или смеси оливина с металлами, в основном с железом и никелем. Открытие оливина в астероидах имеет очень большое значение, поскольку оливин образуется только под воздействием высоких температур, порядка 1100-1900° С. Это в свою очередь свидетельствует о том, что астероиды этого класса являются осколками промежуточных силикатных оболочек более крупных астероидов, которые на раннем этапе своей истории находились в частично или полностью расплавленном состоянии и на них происходило расслоение (дифференциация) магмы. 
Астероиды класса A преобладают в основном во внутренней части пояса астероидов. 
Примеры такого типа астероида (246) Аспорина (диаметр 70 км) и (446) Этернитас (диаметр 52 км).